# Joya de la Vihuela
Joya de la Vihuela är en ort i Mexiko.   Den ligger i kommunen Tacámbaro och delstaten Michoacán de Ocampo, i den södra delen av landet, 250 km väster om huvudstaden Mexico City. Joya de la Vihuela ligger 2 300 meter över havet och antalet invånare är 439.
Terrängen runt Joya de la Vihuela är lite bergig. Runt Joya de la Vihuela är det ganska tätbefolkat, med 80 invånare per kvadratkilometer. Närmaste större samhälle är Tacámbaro de Codallos, 11,4 km söder om Joya de la Vihuela. I omgivningarna runt Joya de la Vihuela växer huvudsakligen savannskog.